# 保土ケ谷町
保土ケ谷町（ほどがやまち）は、1889年（明治22年）4月1日から1927年（昭和2年）4月1日まで存在した神奈川県橘樹郡の町。

## 概要
神奈川県橘樹郡南部の村。現在の神奈川県横浜市保土ケ谷区東部、西区の西部にあたる。

## 地理
- 川：帷子川、今井川

## 歴史

### 沿革
- 1889年（明治22年）4月1日 - 町村制の施行により、保土ケ谷町、神戸町、岩間町、帷子町、岡野新田が合併して保土ケ谷町が成立。
- 1909年（明治42年）4月1日 - 岡野新田、岩間の一部が横浜市に編入。残りの区域が宮川村、矢崎村を編入、保土ケ谷町として存続。
- 1911年（明治44年）4月1日 - 岩間の一部が横浜市に編入。
- 1927年（昭和2年）
  - 4月1日 - 全域が横浜市に編入され、保土ケ谷町廃止。
  - 10月1日 - 横浜市が区制を施行。1889年当時の町域のうち旧岡野新田（岡野町）が神奈川区、旧岩間のうち先行編入区域（久保町ほか）が中区、残部が保土ケ谷区になる。
- 1943年（昭和18年）12月1日 - 横浜市神奈川区のうち戸部警察署管内が中区に移管。
- 1944年（昭和19年）4月1日 - 横浜市中区から戸部警察署管内が西区に分区。以上の結果、旧町域のうち神奈川区および中区に属した区域が西区となる。

## 交通

### 鉄道
- 鉄道省（現JR東日本）
  - 東海道本線： 程ヶ谷駅（現保土ケ谷駅）[1]

- 現在の相模鉄道本線は当町廃止時点（1927年4月1日）では町域内に到達していない[2]。

### 道路
- 東海道（現在の国道1号）
- 八王子街道（現在の国道16号）